# Lijst van Engelstalige literaire schrijvers
Engelstalige literatuur valt onder het Angelsaksische cultuurgoed. Deze literatuur uit zich in de Engelse taal en de auteurs zijn veelal woonachtig in Angelsaksische landen. Meer dan welke taal ook wordt het Engels veel gebruikt in andere landen, waardoor onder deze literatuurvorm ook veel kosmopolitische schrijvers terug te vinden zijn.
Dit artikel geeft een breed overzicht van auteurs die in de Engelse taal schrijven. Voor literatuur zoals ze geschreven wordt in het Verenigd Koninkrijk zie Engelse literatuur. Ook voor romanschrijvers uit de Verenigde Staten bestaat een aparte lijst en voor Amerikaanse literatuur is een artikel aangemaakt.

## Australië
- Sarah Armstrong
- Henrietta Drake-Brockman
- Peter Carey
- Miles Franklin
- Ian Irvine
- Thomas Keneally
- Banjo Paterson
- Tim Winton

## Ierland
- John Banim
- John Banville
- Sebastian Barry
- Samuel Beckett
- Brendan Behan
- Dion Boucicault
- Flann O'Brien
- William Congreve
- Seamus Deane
- J.P. Donleavy (Amerikaans-Iers)
- Roddy Doyle
- Christine Dwyer Hickey
- Maria Edgeworth (Anglo-Iers)
- Brian Friel
- Oliver Goldsmith
- Lady Gregory
- Neil Jordan
- James Joyce
- John B. Keane
- Frank McGuinness
- Frank McCourt
- George Augustus Moore
- Sean O'Casey
- Frank O'Connor
- Joseph O'Connor
- George Bernard Shaw
- Bram Stoker
- Jonathan Swift (Anglo-Iers)
- John Millington Synge
- Oscar Wilde
- William Butler Yeats

## Engeland
- Peter Ackroyd
- Douglas Adams
- Arthur St. John Adcock
- Kingsley Amis
- Martin Amis
- Jeffrey Archer,
- W.H. Auden
- Jane Austen
- Beryl Bainbridge
- J.G. Ballard
- W.N.P. Barbellion
- Julian Barnes
- Max Beerbohm
- Arnold Bennett
- John Berger
- Louis de Bernières
- John Betjeman
- William Blake
- Elizabeth Bowen
- William Boyd
- Mary Elizabeth Braddon
- Anne Brontë
- Charlotte Brontë
- Emily Brontë
- Anita Brookner
- Anthony Buckeridge
- John Bunyan
- Anthony Burgess
- Samuel Butler
- A.S. Byatt (Antonia Susan Drabble)
- Kate Cann
- J.L. Carr
- John le Carré
- Lewis Carroll
- Steve Cavanagh
- Vera Chapman
- Gilbert Keith Chesterton
- Agatha Christie
- Winston Churchill
- Jonathan Coe
- Ivy Compton-Burnett
- Cyril Connolly
- Joseph Conrad
- Amanda Craig
- Daniel Defoe
- Colin Dexter
- Charles Dickens
- Norman Douglas
- Arthur Conan Doyle
- Margaret Drabble
- Daphne Du Maurier
- Lawrence Durrell
- George Eliot
- Ben Elton
- Nicholas Evans
- Sebastian Faulks
- Henry Fielding
- Eva Figes
- Ford Madox Ford
- Animatta Forna
- E.M. Forster
- Michael Frayn
- Esther Freud
- Stephen Fry
- Neil Gaiman
- Alex Garland
- Elizabeth Gaskell
- Amitav Ghosh
- Stella Gibbons
- George Gissing
- Robert Goddard
- William G. Golding
- Robert Graves
- Henry Green
- Linda Green
- Graham Greene
- Philippa Gregory
- H. Rider Haggard
- Radclyffe Hall
- Isabella Hammad
- Thomas Hardy
- Frank Harris
- Beatrice Hastings
- Stewart Home
- Rachel Hore
- Nick Hornby
- Anthony Horowitz
- William Horwood
- Elizabeth Jane Howard
- Richard Hughes
- Aldous Huxley
- Elizabeth Inchbald
- Christopher Isherwood
- Kazuo Ishiguro
- Jerome K. Jerome
- Margaret Johnson
- Ben Jonson
- Philip Kerr
- Rudyard Kipling
- Arthur Koestler
- D.H. Lawrence
- Doris Lessing
- Marina Lewycka
- C.S. Lewis
- Jakov Lind
- David Lodge
- Malcolm Lowry
- John Lydgate
- Hilary Mantel
- A.E.W. Mason
- Daniel Mason
- William Somerset Maugham
- Daphne du Maurier
- Ian McEwan
- George Meredith
- John Milton
- David Mitchell
- Jessica Mitford
- Nancy Mitford
- Timothy Mo
- Alan Moore
- Iris Murdoch
- V.S. Naipaul
- Harold Nicolson
- Nigel Nicolson
- Frederick Nolan
- George Orwell
- Wilfred Owen
- Ouida
- Walter Pater
- Thomas Love Peacock
- Mervyn Peake
- Anthony Powell
- Terry Pratchett
- J.B. Priestley
- Philip Pullman
- Barbara Pym
- Samuel Richardson
- Jean Rhys
- Sax Rohmer
- J.K. Rowling
- Salman Rushdie
- Vita Sackville-West
- Saki
- Dorothy L. Sayers
- Will Self
- William Shakespeare
- Tom Sharpe
- Alan Sillitoe
- Edith Sitwell
- Tom Rob Smith
- C.P. Snow
- Muriel Spark
- Lisa St Aubin de Terán
- Laurence Sterne
- Tom Stoppard
- Graham Swift
- Jonathan Swift
- Algernon Swinburne
- William Makepeace Thackeray
- Angela Thirkell
- J.R.R. Tolkien
- Sue Townsend
- Anthony Trollope
- Minette Walters
- Evelyn Waugh
- Mary Webb
- Fay Weldon
- H.G. Wells
- Mary Wesley
- Susanna Wesley
- Rebecca West
- T.H. White
- Angus Wilson
- Raynor Winn
- P.G. Wodehouse
- Mary Wollstonecraft
- Virginia Woolf
- Helen Zahavi

## India
- Kiran Desai
- Arundhati Roy
- Vikram Seth

## Nederland
- Maarten Maartens
- Michel Faber

## Nieuw-Zeeland
- Janet Frame
- Patricia Grace
- Keri Hulme
- Katherine Mansfield

## Nigeria
- Chris Abani
- Chinua Achebe
- Chimamanda Ngozi Adichie
- Nnimmo Bassey
- Teju Cole
- Flora Nwapa
- Ben Okri
- Ken Saro-Wiwa
- Wole Soyinka

## Schotland
- Iain Banks
- Robert Burns
- Lord Byron
- James Kelman
- Eric Linklater
- Ken MacLeod
- Ian Rankin
- Walter Scott
- Tobias Smollett
- Robert Louis Stevenson
- Mary Stewart
- Irvine Welsh

## Verenigde Staten-Canada
- Pearl Abraham
- Kathy Acker
- Henry Adams
- James Agee
- Conrad Aiken
- Louisa May Alcott
- Cristina Alger
- Nelson Algren
- Sherwood Anderson
- Maya Angelou
- Isaac Asimov
- Paul Auster
- Richard Bach
- James Baldwin
- Russell Banks
- John Franklin Bardin
- Djuna Barnes
- John Barth
- Donald Barthelme
- Jennifer Baumgardner
- Charles Baxter
- Saul Bellow
- Harry Bernstein
- John Berryman
- Jane Bowles
- Paul Bowles
- Nancy Boyd
- T.C. Boyle
- Ray Bradbury
- Richard Brautigan
- Poppy Z. Brite
- John Brockman
- Rita Mae Brown
- Pearl S. Buck
- Charles Bukowski
- William S. Burroughs
- James M. Cain
- Erskine Caldwell
- Truman Capote
- Orson Scott Card
- Raymond Carver
- Willa Cather
- Michael Chabon
- Raymond Chandler
- John Cheever
- Kate Chopin
- Tom Clancy
- James Clavell
- Meg Waite Clayton
- Michael Connelly
- James Fenimore Cooper
- Charles Cotton
- Douglas Coupland
- Stephen Crane
- Michael Cunningham
- Mark Z. Danielewski
- Don DeLillo
- Joan Didion
- Stephen Dobyns
- E.L. Doctorow
- H.D. (Hilda Doolittle)
- Theodore Dreiser
- John Dos Passos
- Jennifer Egan
- Dave Eggers
- Bret Easton Ellis
- T.S. Eliot
- Ralph Ellison
- James Ellroy
- Louise Erdrich
- Jeffrey Eugenides
- John Fante
- James T. Farrell
- William Faulkner
- Lawrence Ferlinghetti
- Joseph Finder
- F. Scott Fitzgerald
- Zelda Fitzgerald
- Thomas Flanagan
- Jonathan Safran Foer
- William Gaddis
- Lisa Gardner
- Elizabeth George
- William Gibson
- Allegra Goodman
- Ben K. Green
- Tim Green
- John Grisham
- Shirley Ann Grau
- Judith Guest
- Alex Haley
- Dashiell Hammett
- Barry Hannah
- A.J. Hartley
- Kent Haruf
- Nathaniel Hawthorne
- Robert Heinlein
- Joseph Heller
- Ernest Hemingway
- A. M. Homes
- William Dean Howells
- Langston Hughes
- Zora Neale Hurston
- John Irving
- Washington Irving
- Susan Isaacs
- Henry James
- James Jones
- Erica Jong
- Ken Kalfus
- Jan Karon
- William Kennedy
- Ken Kesey
- Jack Kerouac
- Stephen King
- Barbara Kingsolver
- Jerzy Kosinski
- William Kotzwinkle
- Benjamin Kunkel
- Anne Lamott
- William Lashner
- David Leavitt
- Harper Lee
- Murray Leinster
- Ursula Le Guin
- Elmore Leonard
- Ira Levin
- Sinclair Lewis
- Jack London
- Norman Mailer
- Cormac McCarthy
- Mary McCarthy
- Frank McCourt
- Carson McCullers
- Josh McDowell
- Jay McInerney
- Larry McMurtry
- Bernard Malamud
- Armistead Maupin
- Herman Melville
- Anne Michaels
- James A. Michener
- Edna St. Vincent Millay
- Arthur Miller
- Henry Miller
- Steven Millhauser
- Margaret Mitchell
- Marianne Moore
- Toni Morrison
- Alice Munro
- Vladimir Nabokov
- Azar Nafisi
- Frank Norris
- Joyce Carol Oates
- Flannery O'Connor
- John O'Hara
- Cynthia Ozick
- Chuck Palahniuk
- Jay Parini
- Walker Percy
- Robert M. Pirsig
- Sylvia Plath
- Edgar Allan Poe
- Dorothy Parker
- Chaim Potok
- Frederic Prokosch
- E. Annie Proulx
- Francine Prose
- Thomas Pynchon
- Ayn Rand
- Tom Robbins
- Philip Roth
- J.D. Salinger
- George Santayana
- William Saroyan
- Mildred Savage
- Budd Schulberg
- Francesco Sedita
- Anne Sexton
- Jeff Shaara
- Jenny Siler
- Upton Sinclair
- Susan Sontag
- Terry Southern
- Mickey Spillane
- Danielle Steel
- Wallace Stegner
- Gertrude Stein
- John Steinbeck
- George Steiner
- Neal Stephenson
- Jacqueline Susann
- Harriet Beecher Stowe
- Amy Tan
- Booth Tarkington
- Donna Tartt
- Studs Terkel
- Paul Theroux
- Hunter S. Thompson
- Henry David Thoreau
- Scott Turow
- Harry Turtledove
- Mark Twain
- John Updike
- Leon Uris
- Jack Vance
- Gore Vidal
- Stephen Vizinczey
- Kurt Vonnegut
- Alice Walker
- Rebecca Walker
- David Foster Wallace
- Robert Penn Warren
- Lawrence Watt-Evans
- Eudora Welty
- Nathanael West
- E.B. White
- Walt Whitman
- Edith Wharton
- Susan Wiggs
- Thornton Wilder
- Tom Wolfe
- Thomas Wolfe
- Herman Wouk
- Richard Wright

## Zuid-Afrika
- Tatamkhulu Afrika
- John Maxwell Coetzee
- Nadine Gordimer
- Nicolaas Vergunst

## Zweden
- Axel Munthe

Engelse literatuur

Oudengelse literatuur · Middelengelse literatuur · Engelse renaissance · Engelse literatuur tijdens de Restauratie - Poëzie van de Engelse romantiek · victoriaanse literatuur

Amerikaanse literatuur

Lijst van Engelstalige literaire schrijvers

Lijst van romanschrijvers uit de Verenigde Staten